# 巴里查拉

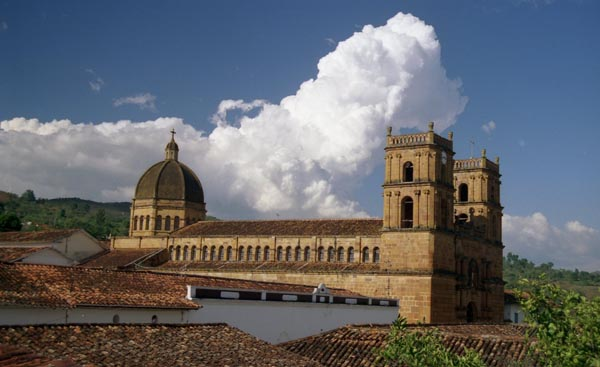

巴里查拉是哥倫比亞的城鎮，位於該國東北部，由桑坦德省負責管轄，距離首府布卡拉曼加110公里，始建於1705年1月29日，面積134平方公里，海拔高度1,383米，2005年人口7,063。

## 外部連結
- Tourism information Barichara

6°38′N 73°14′W / 6.633°N 73.233°W